# Метиловые эфиры жирных кислот
Метиловые эфиры жирных кислот (МЭЖК) — сложные эфиры жирных кислот, получаемые реакцией переэтерификации жиров со спиртом метанолом. МЭЖК являются основным компонентом биодизельного топлива, которое обычно получают из растительных масел путём переэтерификации. Кроме этого их используют для производства детергентов. Метиловые эфиры жирных кислот обычно получают в реакции между жирами и метанолом в условиях кислого или щелочного катализа; обычно реакцию проводят в присутствии оснований, таких как гидроксид натрия или метоксид натрия.

## Использование
Поскольку каждый микроорганизм имеет свой специфический набор жирных кислот, метод МЭЖК можно использовать для идентификации микроорганизма, ведь липидный состав внешней и цитоплазматической мембраны это важный фенотипический признак.
При помощи клинического анализа можно определить длину, наличие двойных связей, колец и разветвлений метиловых эфиров жирных кислот. Для проведения анализа из культуры бактерий экстрагируют липидную фракцию, а затем проводят реакцию переэтерификации для получения МЭЖК. Затем, полученными летучие соединения подвергают газовой хроматографии, а по форме и количеству полученных пиков судят о таксономической принадлежности организма. Этот метод широко используется для охарактеризовывания новых видов бактерий, а также для выявления патогенных штамов.